# Hardoi
Pronunciação
Hardoi é uma cidade e município do Distrito de Hardoi, no estado indiano de Uttar Pradesh. É a sede administrativa do Distrito de Hardoi.

## Geografia
Tem uma altitude média de 134 metros (440 pés). Hardoo está localizado a 110 quilômetros de Lucknow (capital de Uttar Pradesh) e a 394 de Nova Deli (capital da Índia). O Ganges e vários de seus afluentes estão atravessando o sul do distrito de Hardoi. Sua área é de 5947 quilômetros quadrados. A altura do registro é de 500 pés. Em 1995, o Distrito de Hardoi possuía 5 quilômetros quadrados de floresta densa e 13 quilômetros quadrados de floresta aberta. O comprimento deste distrito de noroeste a sudeste é de 125.529 quilômetros e a largura de leste a oeste é de 74,83 quilômetros. O Distrito de Hardoi compreende cinco talucas (Hardoi, Shahabad, Bilgram, Sandila e Sawayajpur), 19 quarteirões, 191 Nyay Panchayat, 1101 Gram Sabha e 1901 aldeias de receita. O Sandi Bird Sanctuary, criado em 1990, anteriormente, "Dahar Jheel", é um importante habitat de aves para o ecoturismo. O rio Gomati flui principalmente em Hardoi.
Ele também tem 7 Nagar Palika Parishads e 6 Nagar Panchayats. Área geográfica é 5947 km2. De acordo com o censo de 2011, a população do distrito é de 4.091.380, dos quais as mulheres são de 1.887.116 e os homens são de 2.204.264.

## Dados demográficos
Até o censo indiano de 2011, Hardoi tinha uma população total de 126.851, dos quais 66.352 eram do sexo masculino e 66.352 do sexo feminino. A população na faixa etária de 0 a 6 anos foi de 14.048. Hardoi teve uma taxa literária média de 76%, dos quais a alfabetização masculina foi de 79,5% e a alfabetização feminina foi de 72,1%. A população de Castas Agendadas e Tribos Agendadas era de 12.277 e 4, respectivamente. Hardoi tinha 21949 famílias em 2011.